# فيرنر فرانز
فيرنر فرانز (بالألمانية: Werner Franz)‏ هو متزحلق جبال الألب نمساوي، ولد في 8 مارس 1972 في فيلاخ في النمسا.

## وصلات خارجية
- فيرنر فرانز على موقع الاتحاد الدولي للتزلج (التزلج على المنحدرات الثلجية) (الإنجليزية)